# Ibrányi Ferenc
Ibrányi Ferenc (Budapest, 1901. április 30. – Providence, Kanada, 1983. június 23.) római katolikus pap, teológus, egyetemi tanár.

## Élete
Hároméves római tartózkodás után, 1929-től kezdve az esztergomi papnöveldében tanított bölcseletet. Tudományos munkásságot az erkölcstudományok terén fejt ki. 1939-től a keresztény erkölcstudomány tanára a Pázmány Péter egyetemen; 1945/46-ban a hittudományi kar dékánja. 1949-ben zárdalelkész Ausztriában, majd 1950-1969 között Québecben a Laval University etika tanára. 1956-1957-ben emellett a quebeci Ursuline's College-ban metafizika és filozófiaitörténet, 1967-1970-ben Wakefieldben a Mount St. Joseph College-ban a filozófia és összehasonlító vallástan tanára. 1935-ben a SZIA I. o-a tagjává, az Aquinói Szt Tamás Társaság titkárává választotta. 
A Theologia című folyóiratban az ezirányú irodalom állandó ismertetője volt. 

## Művei

### Könyvrészletek
- Szent Gellért emlékkv. (Bp., 1938: Szt Gellért teológiájaja);
- Scientitis et artibus 1958 (Les principes premiers et secondaires de la loi naturelle);
- Revue de l'Université Laval (1959: Les exigences de la morale chrétienne; 1968: Moral teaching)

### Önálló művek
- A pragmatizmus bírálata különös tekintettel William James-re. Budapest, 1922.
- Ethica secundum Sanctum Thomam et Kant. Roma, 1931.
- Aquinói Szent Tamás Summa theologicája a tomizmus történetében. Budapest, 1935.
- A kamat-kérdés erkölcstudományi megoldása. Budapest, 1938.
- A világegyetem bölcselete. Többekkel. Budapest, 1938.
- Isten bölcseleti megismerése. Többekkel. Budapest, 1939.
- Theologia moralis iuxta praelectionesquas habebat. Budapest, 1941.
- Krisztus, a ker. életeszmény. Budapest, 1941.
- Politika és erkölcs. Budapest, 1941.
- Szent Gellért. Budapest, 1941. (Hősök és szentek-sorozat)